# Tomasz Napoleon Nidecki

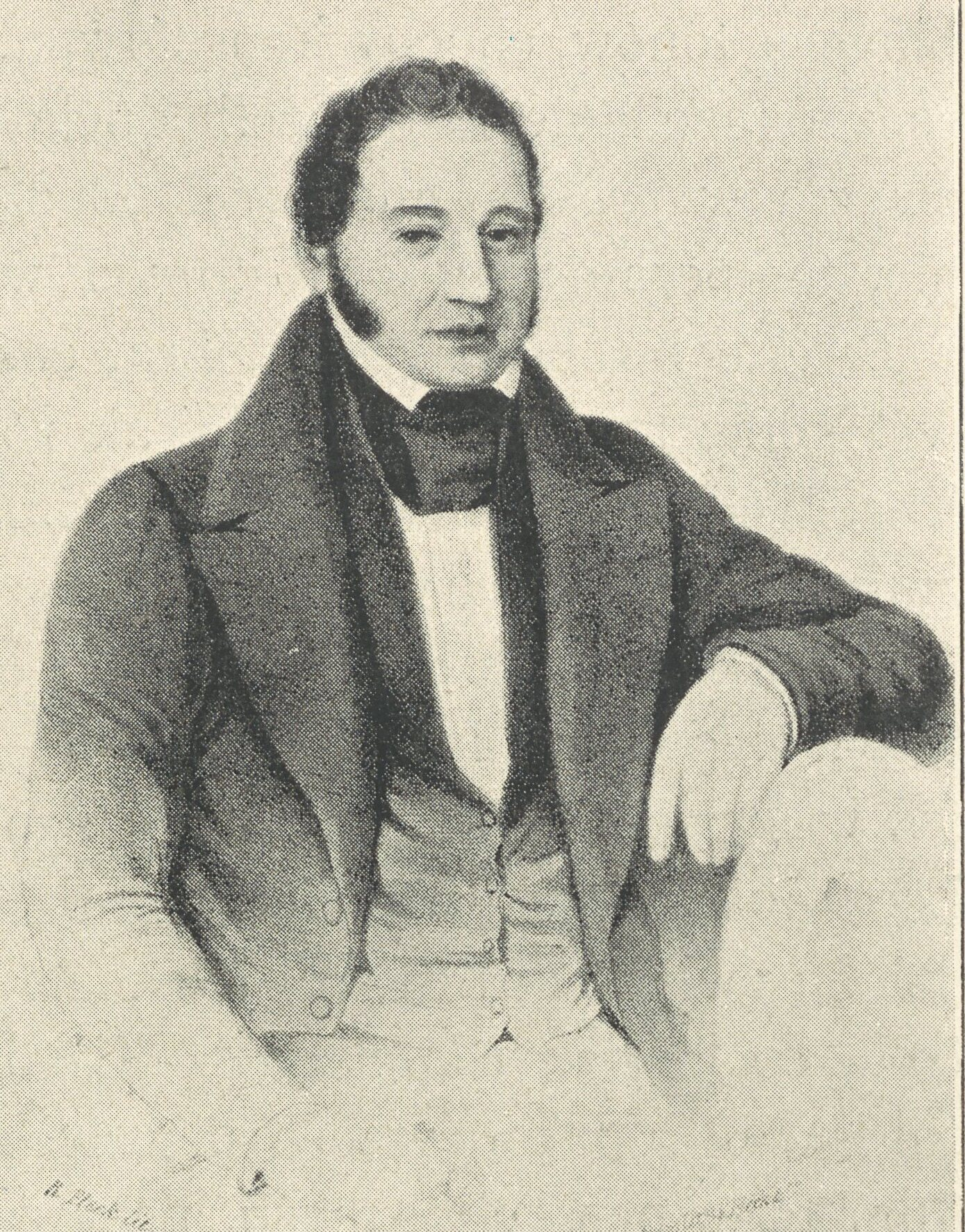
Tomasz Napoleon Nidecki

Tomasz Napoleon Nidecki (auch: Nidetzki, * 2. Januar 1807 in Studzianka; † 5. Juni 1852 in Warschau) war ein polnischer Komponist.

## Biographie
Nidecki studierte am Warschauer Konservatorium ab 1822 bei Alojzy Stolpe Klavier, bei Józef Bielawski Geige und bei Wilhelm Würfel Orgel und von 1824 bis 1827 bei Józef Elsner Komposition. 
Von 1829 bis 1831 setzte er seine Ausbildung als Stipendiat der polnischen Regierung am Wiener Konservatorium fort. Von 1833 bis 1838 war er in Wien Dirigent am Theater in der Leopoldstadt. 
1839 debütierte er als Dirigent am Teatr Wielki in Warschau und folgte 1840 Karol Kurpiński als Erster Dirigent und Operndirektor nach. Er führte hier u. a. Vincenzo Bellinis Norma, Gaetano Donizettis Lucia di Lammermoor und Don Pasquale, Friedrich von Flotows Martha und Giuseppe Verdis Ernani auf. Daneben betätigte er sich auch als Kirchenchor-Dirigent und Musikpädagoge.
Neben mehreren Operetten komponierte Nidecki Orchesterwerke, Klaviermusik, Lieder sowie kirchenmusikalische Werke, darunter Messen, eine Kantate und ein Ave Maria.

## Werke

### Operetten
- Die Kathi von Hollabrunn
- Schneider, Schlosser und Tischler
- Der Waldbrand oder Jupiters Strafe
- Der Schwur bei den Elementen oder Das Weib als Mann
- Versöhnung, Wohltätigkeit und Liebe
- Der Traum am Tannenbühl oder Drei Jahre in einer Nacht
- Die Junggesellen-Wirtschaft im Monde
- Der Temperamentenwechsel
- Der Geist der düstern Inseln oder der Spiegel der Zukunft

### Orchesterwerke
- Marsz uroczysty wykonany podczas przeniesienia Obrazu Swietej Weroniki...
- Polonaise sur des Motifs de l'Opéra Le Brasseur de Preston
- Polonaise à Grand Orchestre
- Marsz zalobny
- Polonez i hymn Lwowa "Boze Cesarza chron"
- Uwertura wedlug melodramatu "Das Mädchen von Gomez Arias" A. Schumachera

### Klavierwerke
- Polonaise sur des thèmes favoris de l'opéra "Le Postillon de Longjumeau"
- Mazur z tematów opery "Kon spizowy"
- Romance
- Rondo

### Kirchenmusik
- Msza
- Msza nr 1 für vierstimmigen Chor und Orchester
- Veni Creator, Kantate
- Salve Regina
- Ave Maria